# Université d'Oradea
L'université d'Oradea est une université publique de Roumanie, fondée en 1990.